# Leroy Cronin

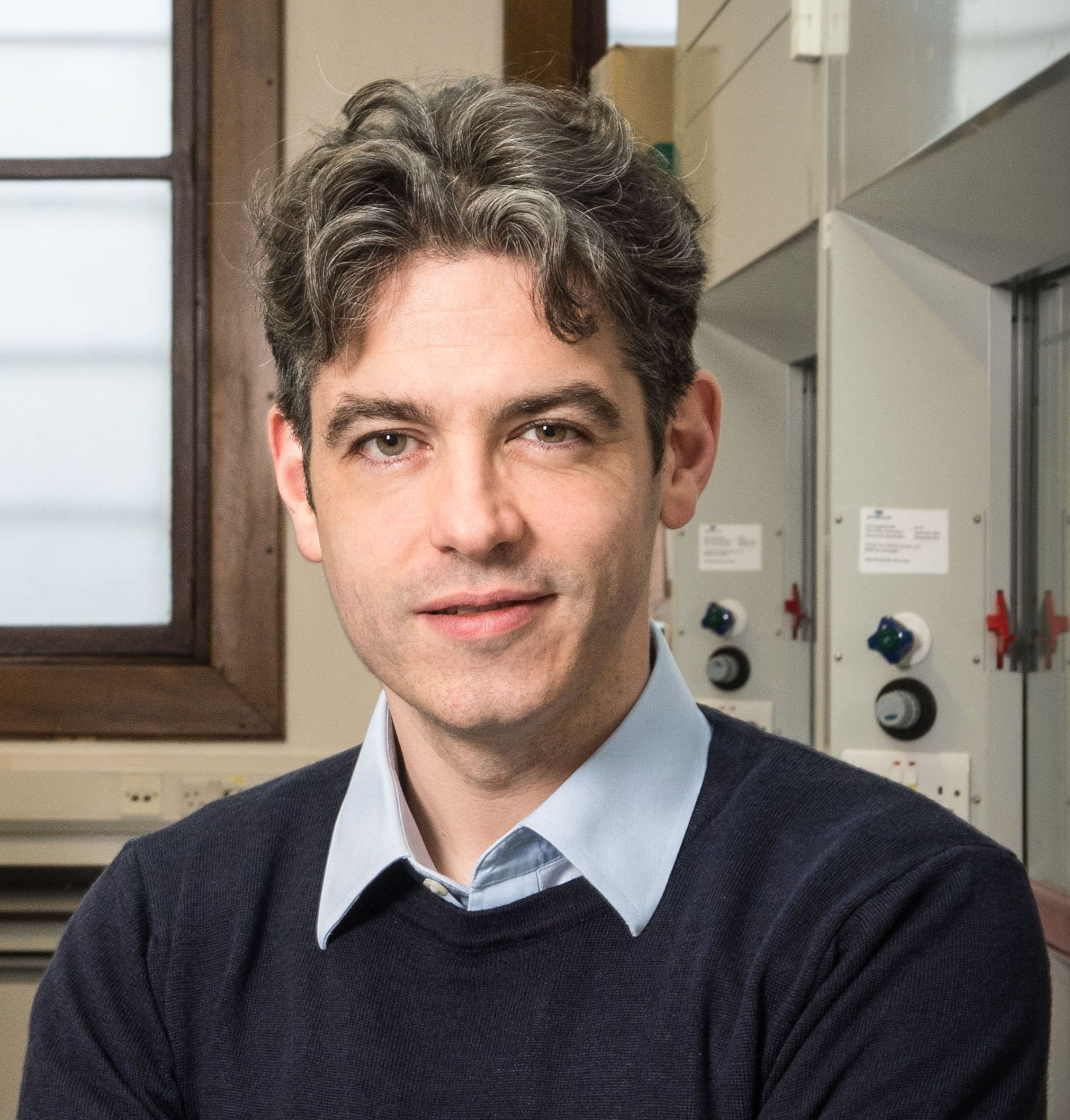
Leroy Cronin in Glasgow

Leroy „Lee“ Cronin (* 1. Juni 1973 in Ipswich) ist ein englischer Chemiker. Seit 2013 ist er Regius Professor of Chemistry an der University of Glasgow.

## Leben
Der Sohn von Liam und Jill Cronin absolvierte sein Studium an der University of York, wo er 1994 mit einem Bachelor of Science und 1997 mit einem Ph.D. in Chemie abschloss. Nach seinem Abschluss verbrachte Cronin zwei Jahre als Research Fellow an der University of Edinburgh (1997 – 1999), um dann ein Jahr an der Universität Bielefeld als Alexander von Humboldt Research Fellow zu forschen.
2000 bis 2002 hielt Cronin Vorlesungen an der Birmingham University, 2002 bis 2005 an der University of Glasgow. 2005 wurde er zum Reader berufen, und 2006 zur vollen Professur. 2009 übernahm Cronin mit dem Gardiner Chair of Chemistry der University of Glasgow einen renommierten Lehrstuhl. 2013 wurde er zum Regius Professor of Chemistry der University of Glasgow berufen, wo er seither lehrt.

## Forschungsinteressen
Cronins Hauptinteresse liegt im Verständnis und der Steuerung von selbst-aufbauenden Verbindungen sowie der Selbstorganisation in der Chemie. Damit möchte er funktionale Systeme auf molekularer oder nano-Ebene herstellen. Hierbei werden architektonische Elemente mit funktionalen verknüpft. Ziel ist die Herstellung anorganischer Materialien und von Zellen, die komplexe Verhaltensweisen ermöglichen. Ein Teilziel dieser Arbeit ist die „anorganische Chemie“, also der der Biologie zugrundeliegende chemische Prozess. Die Ergebnisse dieser Arbeiten wirken nicht nur auf die Erklärung der Entstehung des Lebens auf der Erde, sondern auch auf andere Bereiche des Universums. Der Aufbau von Leben aus den zugrundeliegenden Prozessen würde auch eine Reihe neuer Technologien bedeuten.
Cronin und sein Forschungsteam arbeiten regelmäßig mit anderen Fachbereichen der Chemie zusammen, aber auch mit Elektrotechnikern, Physikern und Medizinern. Die Spezialität der Arbeitsgruppe ist die Kooperation von Chemikern, Chemie-Ingenieuren, Reaktionsmodellen, komplexen Systemen, Evolutionstheorie, synthetischer Biologie, Robotik und künstlicher Intelligenz.
Neben diesen Tätigkeiten entwickelt Cronin auch neue Reaktionsformate für die Chemie, beispielsweise Katalyse, Energie und Beschichtungen. Darunter befinden sich Dinge wie Flußreaktoren, evolvierende chemische Systeme, 3D-Druck von reaktiven Elementen zur „Demokratisierung der Chemie“, beispielsweise zur Herstellung von Medikamenten für die Dritte Welt. Im Glasgow Solar Fuels-Programm entwickelt Cronin mit seinen Kollegen einen solar erzeugten Treibstoff.

## Ehrungen
2007 wurde Cronin mit dem Philip-Leverhulme-Preis in der Kategorie Ingenieurwissenschaften ausgezeichnet. Cronin ist seit 2009 Fellow der Royal Society of Edinburgh, die ihn auch mit Mitteln aus dem Wolfson Merit Award finanziell unterstützte. 2011 hielt er die Eröffnungsvorlesung der TED mit dem Titel „Inorganic Chemistry“. Im gleichen Jahr hielt er die Bob Hay Lecture der Royal Society of Chemistry. 2012 wurde er mit dem Corday-Morgan-Preis ausgezeichnet.

## Bibliographie

### Artikel (Auswahl)
- Restraining symmetry in the formation of small polyoxomolybdates: Building blocks of unprecedented topology resulting from "shrink-wrapping" [H2Mo16O52]10--type clusters; D.-L. Long, P. Kögerler, L. J. Farrugia, L. Cronin; Angew. Chem. Int. Ed. 42, 4180–4183 (2003).
- Unveiling the transient template in the self-assembly of a molecular oxide nanowheel; H. N. Miras, G. J. T. Cooper, D.-L. Long, H. Bögge, A. Müller, C. Streb, L. Cronin; Science 327, 72–74 (2010).
- Decoupling hydrogen and oxygen evolution during electrolytic water splitting using an electron-coupled-proton buffer; M. D. Symes, L. Cronin; Nat. Chem. 5, 403–409 (2013).
- A bio-inspired, small molecule electron-coupled-proton buffer for decoupling the half-reactions of electrolytic water splitting; B. Rausch, M. D. Symes, L. Cronin; J. Am. Chem. Soc. 135, 13656–13659 (2013).
- Decoupled catalytic hydrogen evolution from a molecular metal oxide redox mediator in water splitting>; B. Rausch, M. D. Symes, G. Chisholm, L. Cronin; Science 345, 1326–1330 (2014).
- Design and fabrication of memory devices based on nanoscale polyoxometalate clusters; C. Busche, L. Vila-Nadal, J. Yan, H. N. Miras, D.-L. Long, V. P. Georgiev, A. Asenov, R. H. Pedersen, N. Gadegaard, M. M. Mirza, D. J. Paul, J. M. Poblet, L. Cronin; Nature 515, 545–549 (2014).
- Integrated 3D-printed reactionware for chemical synthesis and analysis; M. D. Symes, P. J. Kitson, J. Yan, C. J. Richmond, G. J. T. Cooper, R. W. Bowman, T. Vilbrandt, L. Cronin; Nature Chem. 4, 349–354 (2012).
- Combining 3D printing and liquid handling to produce user-friendly reactionware for chemical synthesis and purification; P. J. Kitson, M. D. Symes, V. Dragone, L. Cronin; Chem. Sci. 4, 3099–3103 (2013).
- 3D Printed High-Throughput Hydrothermal Reactionware for Discovery, Optimization, and Scale-Up; P. J. Kitson, R. J. Marshall, D. Long, R. S. Forgan, L. Cronin; Angew. Chem. Int. Ed. 53, 12723–12728 (2014).
- Assembly of a Gigantic Polyoxometalate Cluster {W200Co8O660} in a Networked Reactor System; A. R. de la Oliva, V. Sans, H. N. Miras, J. Yan, H. Zang, C. J. Richmond, D.-L. Long, L. Cronin; Angew. Chem. Int. Ed. 51, 12759–12762 (2012).
- A flow-system array for the discovery and scale up of inorganic clusters; C. J. Richmond, H. N. Miras, A. R. de la Oliva, H. Y. Zang, V. Sans, L. Paramonov, C. Makatsoris, R. Inglis, E. K. Brechin, D.-L. Long, L. Cronin; Nature Chem. 4, 1038–1044 (2012).
- Discovery of gigantic molecular nanostructures using a flow reaction array as a search engine; H.-Y. Zang, A.R. de la Oliva, H. N. Miras, D.-L. Long, R. T. McBurney, L. Cronin; Nat. Commun. 5, 3715 (2014).
- Evolution of oil droplets in a chemorobotic platform; J. M. P. Gutierrez, T. Hinkley, J. W. Taylor, K. Yanev, L. Cronin; Nat. Commun. 5, 5571 (2014).
- Confined electron-transfer reactions within a molecular metal oxide "Trojan horse"; D.-L. Long, H. Abbas, P. Kögerler, L. Cronin; Angew. Chem. Int. Ed. 44, 3415–3419 (2005).
- Reversible electron-transfer reactions within a nanoscale metal oxide cage mediated by metallic substrates; C. Fleming, D.-L. Long, N. Mcmillan, J. Johnston, N. Bovet, V. Dhanak, N. Gadegaard, P. Kögerler, L. Cronin, M. Kadodwala; Nature Nanotech. 3, 229–233 (2008).
- Probing the self-assembly of inorganic cluster architectures in solution with cryospray mass spectrometry: Growth of polyoxomolybdate clusters and polymers mediated by silver(I) ions; E. F. Wilson, H. Abbas, B. J. Duncombe, C. Streb, D.-L. Long, L. Cronin; J. Am. Chem. Soc. 130, 13876–13884 (2008).
- Observation of Fe(v)=O using variable temperature mass spectrometry and its enzyme-like C-H and C=C oxidation reactions; I. Prat, J. S. Mathieson, M. Güell, X. Ribas, J. M. Luis, L. Cronin, M. Costas; Nature Chem. 3, 788–793 (2011).
- Spontaneous assembly and real-time growth of micrometre-scale tubular structures from polyoxometalate-based inorganic solids; C. Ritchie, G. J. T. Cooper, Y.-F. Song, C. Streb, H. B. Yin, A. D. C. Parenty, D. A. MacLaren, L. Cronin Nature Chem.1,47–52 (2009).
- Face-directed self-assembly of an electronically active Archimedean polyoxometalate architecture; S. G. Mitchell, C. Streb, H. N. Miras, T. Boyd, D.-L. Long, L. Cronin; Nature Chem. 2,308–312 (2010).
- A self-optimizing synthetic organic reactor system using real-time in-line NMR spectroscopy; V. Sans, L. Porwol, V. Dragone, L. Cronin Chem. Sci. 2,1258–1264 (2014).